# Doetje
Doetje is een Friese meisjesnaam, die vrijwel alleen in de provincies Friesland en Groningen voorkomt. De naam zou afkomstig zijn van de Fries-Groningse grondvorm "Doede" (variant op Ludolf).  
Elders in Nederland wordt de uitdrukking "een Doetje" ook wel gebruikt als scheldwoord, om een te zachtaardig iemand mee aan te duiden. In sommige, bijzondere, gevallen wordt het ook gebruikt als koosnaam voor een geliefde.